# Compans-Caffarelli

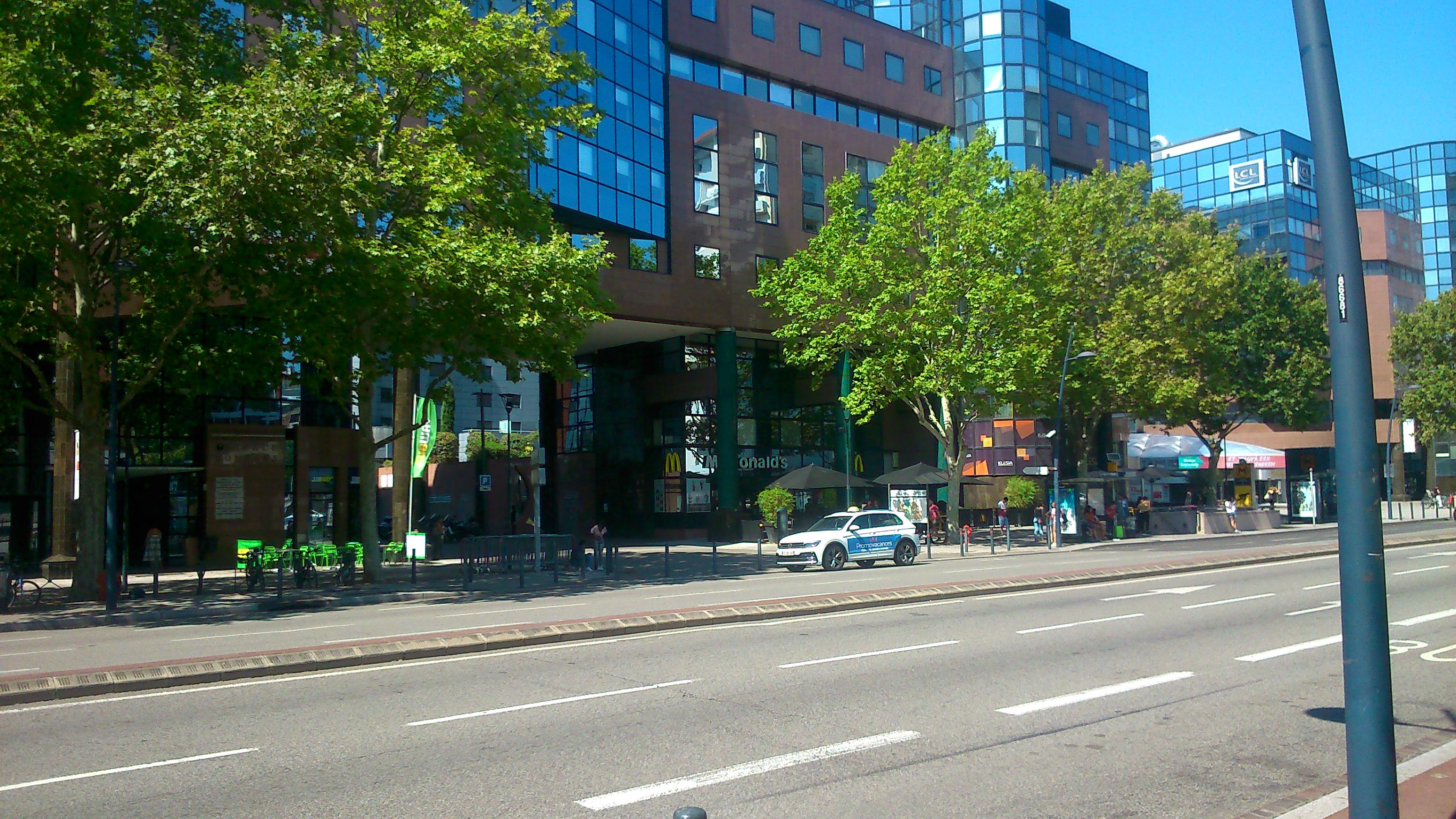
Boulevard Lascrosses

Compans-Caffarelli ist ein Geschäftsviertel in Toulouse in Okzitanien, Frankreich, in dem sich Unternehmen und Grandes écoles befinden. Es liegt in der Nähe des Canal du Midi.

## Name
Der Name stammt vom französischen Divisionsgeneral Jean Dominique Compans und von Marie-François Auguste de Caffarelli du Falga, einem französischen Divisionsgeneral italienischer Abstammung.

## Geographie
Der Bezirk liegt zwischen dem Canal de Brienne (Süden) und dem Canal du Midi (Norden).